# المغرب في الألعاب الأولمبية الشتوية 2022
شارك المغرب في دورة الألعاب الأولمبية الشتوية 2022 في بكين، الصين، التي أُقيمت في الفترة من 4 إلى 20 فبراير 2022. وهي المشاركته الثامنة للمغرب في دورة الألعاب الشتوية.
يتكون الفريق المغربي من متزلج جبال ألب واحد. ياسين عويش هو حامل علم البلاد خلال حفل الافتتاح.

## المنافسون
تمكن ياسين عويش، متزلج من إفران يبلغ من العمر 31 عاما، من الفوز بحصة في سباق التعرج الضخم على الرغم من احتلاله المركز 3700.
| الرياضة                      | الرجال | النساء | المجموع |
| ---------------------------- | ------ | ------ | ------- |
| التزلج على المنحدرات الثلجية | 1      | 0      | 1       |
| المجموع                      | 1      | 0      | 1       |

## التزلج على المنحدرات الثلجية
من خلال تلبية معايير التأهيل الأساسية، تأهل من المغرب متزلج واحد.
رجال
| الرياضي    | الحدث                       | السباق 1 | السباق 1 | السباق 2 | السباق 2 | المجموع  | المجموع  |
| الرياضي    | الحدث                       | التوقيت  | الرتبة   | التوقيت  | الرتبة   | التوقيت  | الرتبة   |
| ---------- | --------------------------- | -------- | -------- | -------- | -------- | -------- | -------- |
| ياسين عويش | التزلج المتعرج الضخم - رجال | DNF      | DNF      | لم يتقدم | لم يتقدم | لم يتقدم | لم يتقدم |